# Dasineura dactylidis
Dasineura dactylidis är en tvåvingeart som först beskrevs av Metcalfe 1933.  Dasineura dactylidis ingår i släktet Dasineura och familjen gallmyggor. Inga underarter finns listade i Catalogue of Life.